# EA Sports FC 24
EA Sports FC 24 é um videojogo de futebol desenvolvido pela EA Canadá e EA Roménia, e publicado pela EA Sports. Este jogo marca o início da série EA Sports FC após a conclusão da parceria da EA com a FIFA, sendo o 31º título lançado da franquia ao todo. O jogo foi lançado mundialmente a 29 de setembro de 2023 para Nintendo Switch, PlayStation 4, PlayStation 5, Windows, Xbox One e Xbox Series X/S.

## Arte da capa
A capa para a Edição Padrão do jogo apresenta o avançado do Manchester City, Erling Haaland. Já a capa para a Edição Ultimate do jogo apresenta 31 jogadores icónicos, antigos e atuais, de todo o mundo. Entre essas figuras notáveis estão Vinícius Júnior, Sam Kerr, Marta, Ronaldinho, Marquinhos, Virgil van Dijk, Son Heung-min, Erling Haaland, Marcus Rashford, Johan Cruyff, Jude Bellingham, Alexander Isak, Zinedine Zidane, Pelé, Andrea Pirlo, David Beckham e Bukayo Saka.

## Características

### Nintendo Switch
A versão do jogo para a Nintendo Switch é executada no motor de jogo Frostbite pela primeira vez, proporcionando uma jogabilidade semelhante às versões do jogo para PlayStation 4 e Xbox One. A entrada desta franquia na Nintendo Switch, a partir do FIFA 20, tem sido criticada por os jogos serem lançados como "Legacy Edition"; versão do jogo onde os equipamentos, plantéis e estádios eram atualizados a partir do lançamento anterior, mas não adicionavam novas funcionalidades de jogo. O EA Sports FC 24 introduz uma experiência completa de Ultimate Team e VOLTA Football para a Switch. Apesar disso, não suporta "cross-play" com a PlayStation 4 ou Xbox One.

### HyperMotion V
O EA Sports FC 24 apresenta a tecnologia “HyperMotion V”, que utiliza dados volumétricos capturados por câmaras em estádios de mais de 180 jogos de topo, incluindo a Liga dos Campeões da UEFA, Liga dos Campeões Feminina da UEFA, Premier League e La Liga. Os dados do “Advanced 11v11 Match Capture” são utilizados para ensinar os algoritmos de aprendizagem automática proprietários do EA Sports FC, resultando em mais de 11.000 animações no jogo, comparado com mais de 6.000 no FIFA 23.

### AcelerarRATE 2.0
O sistema AcceleRATE 2.0 divide o movimento dos jogadores em sete arquétipos diferentes, mais do que o dobro da quantidade apresentada no FIFA 23. Os três tipos de Aceleração base apresentados são “Controlada”, “Explosiva” e “Passada Larga”. A maioria dos jogadores enquadra-se no tipo “Controlado”, e acelera de forma uniforme e controlada. Os jogadores “Explosivos” são mais curtos e ágeis do que outros jogadores, resultando numa maior explosão inicial de aceleração após a qual abrandam. Jogadores mais altos e fortes são classificados como “Passada Larga”, começando mais devagar, mas são capazes de prosperar a longas distâncias. O EA Sports FC 24 introduz quatro novos tipos para representar mais estilos de movimento dos jogadores: “Explosiva Controlada” (50% Controlada, 50% Explosiva), “Muito Explosiva” (70% Explosiva, 30% Controlada), “Passada Larga Controlada” (50% Controlada, 50% Passada Larga), e “Passada Muito Larga” (70% Passada Larga, 30% Controlada).

### Estilos de jogo
Otimizado pela Opta Sports, o EA Sports FC 24 introduz os Estilos de Jogo, que representam as habilidades dos jogadores em campo no jogo e dão aos jogadores capacidades únicas. Os Estilos de Jogo+ permitem que o jogo reflita as habilidades dos jogadores de elite e são uma versão aprimorada dos típicos Estilos de Jogo. Os Estilos de Jogo enquadram-se em seis categorias: pontuação, passe, controlo de bola, defesa, físico e guarda-redes (limitado aos modos Ser um Guarda-Redes no modo de Carreira de Jogador e Clubes). No total, existem 34 novos Estilos de Jogo.

### Ultimate Team
Anteriormente abreviado para “FUT” (FIFA Ultimate Team) nos jogos anteriores, o Ultimate Team agora é oficialmente chamado de EA Sports FC 24 Ultimate Team e abreviado para “UT”. O modo introduz as Evoluções, permitindo aos jogadores melhorar as habilidades, Estilos de Jogo e as classificações gerais dos jogadores elegíveis, bem como subir de nível os designs e fundos das suas cartas de jogador.
Além disso, agora é possível escolher jogadores masculinos e femininos na mesma equipa. A EA Sports, uma semana antes do laçamento, anunciou as classificações oficiais das cartas base de todos os jogadores. Alexia Putellas, Erling Haaland, Kevin de Bruyne e Kylian Mbappé são os jogadores com classificação geral mais alta, 91.
O Ultimate Team apresenta oito novos ícones, incluindo 5 ícones femininos pela primeira vez, com a adição de Mia Hamm, Bobby Charlton, Birgit Prinz, Zico, Homare Sawa, Camille Abily, Kelly Smith e Franck Ribery.

### CLUBS e VOLTA FOOTBALL™
O modo Clubs e VOLTA FOOTBALL™ introduz o "cross-play" entre jogadores em consolas da mesma geração, expandindo o "cross-play" para todos os modos multijogador online do jogo. Ou seja quem joga na Playstation 5 pode jogar quem joga na Xbox Series X/S ou Windows, e vice-versa, enquanto quem joga na geração mais antiga, PlayStation 4 e Xbox One, só podem jogar entre si.

### Resumo
| Plataformas     | Características | Características | Características | Características | Características | Características  | Características | Características | Características    | Características      | Características | Edição Ultimate | Edição Ultimate |
| Plataformas     | HyperMotion V   | AcceleRATE 2.0  | Estilos de jogo | Ultimate Team   | Clubs e VOLTA   | Modo de Carreira | Épocas Locais   | "Cross- play"   | Multijogador Local | Modo "Toque de Ecrâ" | Funda-dores*    | Jogo            | Pacote PC       |
| --------------- | --------------- | --------------- | --------------- | --------------- | --------------- | ---------------- | --------------- | --------------- | ------------------ | -------------------- | --------------- | --------------- | --------------- |
| PlayStation 5   | Sim             | Sim             | Sim             | Sim             | Sim             | Sim              | Não             | Sim             | Não                | Não                  | Sim             | Sim             | Não             |
| Xbox Series X/S | Sim             | Sim             | Sim             | Sim             | Sim             | Sim              | Não             | Sim             | Não                | Não                  | Sim             | Sim             | Não             |
| Windows (PC)    | Sim             | Sim             | Sim             | Sim             | Sim             | Sim              | Não             | Sim             | Não                | Não                  | Sim             | Sim             | Sim             |
| PlayStation 4   | Não             | Não             | Sim             | Sim             | Sim             | Sim              | Não             | Sim             | Não                | Não                  | Sim             | Sim             | Não             |
| Xbox One        | Não             | Não             | Sim             | Sim             | Sim             | Sim              | Não             | Sim             | Não                | Não                  | Sim             | Sim             | Não             |
| Nintendo Switch | Não             | Não             | Sim             | Sim             | Sim             | Sim              | Sim             | Não             | Sim                | Sim                  | Sim             | Não             | Não             |

*Apontamento*: "Fundadores" é a designação atribuída a todos os jogadores que compraram o jogo até dia 1 de Novembro de 2023. A EA deu, a estes jogadores, mais valias no modo Ultimate Team e VOLTA FOOTBALL™.

## Licenças
A 10 de maio de 2022, a EA Sports e a FIFA anunciaram que o seu acordo de licenciamento de longo prazo terminaria após a sua conclusão em 31 de dezembro de 2022, após uma extensão de um ano para permitir o lançamento do FIFA 23. No mesmo dia, a Electronic Arts anunciou que a sua franquia de jogos de futebol FIFA seria renomeada sob o nome de EA Sports FC em 2023. Apesar da mudança de nome, a empresa disse numa declaração que a franquia renomeada manteria as suas licenças de mais de 19.000 jogadores, mais de 700 equipas, mais de 100 estádios e mais de 30 ligas. As novas licenças incluem as ligas femininas, Liga F da Espanha e a Frauen-Bundesliga da Alemanha.
O EA Sports FC 24 é também o primeiro jogo da franquia a incluir a licença da Bola de Ouro.

### UEFA EURO 2024
Em Novembro de 2023, a EA anunciou que garantiu a licença do Campeonato Europeu de Futebol 2024, que se vai realizar no verão do próximo ano na Alemanha. O maior e mais emocionante torneio de selecções nacionais da Europa chegará ao jogo via uma atualição gratuíta, antes do torneio começar, dia 17 de Junho 2024.
Além disso, todos os que jogaram o jogo antes 16 de janeiro de 2024, 23h59 (PT), vão receber no modo Ultimate Team uma carta especial inegociável de um dos seguintes jogadores: 
- Jack Grealish (Inglaterra); Ousmane Dembélé (França); Federico Chiesa (Itália); Florian Wirtz (Alemanha); Virgil Van Djik (Países Baixos); Álvaro Morata (Espanha)

O EA SPORTS FC também será a plataforma para o eEURO Esports da UEFA, um torneio envolvente que contará com os melhores jogadores do EA SPORTS FC da Europa em representação das selecções nacionais da UEFA, que também vai ser disputada no verão de 2024.

### Resumo das Licenças[20]
Nas ligas femininas, foram adicionadas: Liga F, Frauen-Bundesliga, National Women's Soccer League e UEFA Women's Champions League.
Nas equipes do resto do mundo, foram adicionados: SL Benfica, Juventus, AFC Ajax, Glasgow City FC, Slavia de Praga, FC Rosengård e FC Zurique.
Nas equipes do resto do mundo, foram retirados: Kaizer Chiefs, Mamelodi Sundowns, Orlando Pirates, Atlético Nacional e adidas All-Star. Wrexham foi para a League Two e Atlético Nacional foi para a Libertadores.
Nas seleções masculinas, foram retirados: Austrália, Áustria, Brasil, Canadá e China.
Nas seleções femininas, foram retiradas: Brasil e China.
Nos estádios, foram adicionados: Alfredo Di Stéfano, Estádio de los Juegos Mediterráneos, Martínez Valero, Stadio Friuli, Vonovia Ruhrstadion, Millerntor-Stadion, Sportpark Ronhof Thomas Sommer, StrongHer Stadium, Celtic Park, Ibrox Stadium e Decathlon Arena.
Nos estádios, foram retirados: La Rosaleda e Atatürk Olympic Stadium.

#### Competições Continentais
| Confederação | Competição                    |
| ------------ | ----------------------------- |
|              | Campeonato Europeu de Futebol |

| Confederação             | Competição                    |
| ------------------------ | ----------------------------- |
|                          | Liga dos Campeões da UEFA     |
| Liga Europa da UEFA      |                               |
| Liga Conferência da UEFA |                               |
| Supertaça da UEFA        |                               |
|                          | Taça Libertadores da América* |
| Taça Sul-Americana*      |                               |
| Supertaça Sul-Americana* |                               |

*Apontamento*: Os clubes brasileiros que participam nas competições da CONMEBOL não estão licenciados.
| Confederação | Competição                             |
| ------------ | -------------------------------------- |
|              | Liga dos Campeões Feminina da UEFANovo |

#### Ligas Nacionais
| Confederação                    | Competição                           |
| ------------------------------- | ------------------------------------ |
|                                 | Premier League                       |
| EFL Championship                |                                      |
| EFL League One                  |                                      |
| EFL League Two                  |                                      |
| LaLiga                          |                                      |
| LaLiga 2                        |                                      |
| Serie A*                        |                                      |
| Serie B                         |                                      |
| Bundesliga                      |                                      |
| 2. Bundesliga                   |                                      |
| 3. Fußball-Liga                 |                                      |
| Ligue 1                         |                                      |
| Ligue 2                         |                                      |
| Liga Portugal                   |                                      |
| Eredivisie                      |                                      |
| Pro League                      |                                      |
| Bundesliga                      |                                      |
| 3F Superliga                    |                                      |
| Eliteserien                     |                                      |
| Ekstraklasa                     |                                      |
| SSE Airtricity Premier Division |                                      |
| Superliga                       |                                      |
| Cinch Prem                      |                                      |
| Allsvenskan                     |                                      |
| Credit Suisse Super League      |                                      |
| Süper Lig                       |                                      |
|                                 | Liga Profesional de Fútbol-Argentina |
|                                 | Roshn Saudi League                   |
| Indian Super League             |                                      |
| K League 1                      |                                      |
| Chinese Super League            |                                      |
| A-League                        |                                      |
|                                 | MLS                                  |

*O Napoli, a Atalanta, a Roma e a Lazio não estão licenciados. Os nomes destes clubes no jogo são, respetivamente, "Napoli FC", "Bergamo Calcio", "Roma FC" e "Latium".
| Confederação          | Competição                         |
| --------------------- | ---------------------------------- |
|                       | Barclays Women’s Super League      |
| Liga FNovo            |                                    |
| Frauen-BundesligaNovo |                                    |
| D1 Arkema             |                                    |
|                       | National Women's Soccer LeagueNovo |

#### Taças Nacionais
| Confederação          | Competição      |
| --------------------- | --------------- |
|                       | Emirates FA Cup |
| Carabao Cup           |                 |
| FA Community Shield   |                 |
| EFL Trophy            |                 |
| Coppa Italia          |                 |
| EA Sports FC Supercup |                 |
| DFB-Pokal             |                 |
| Supercup              |                 |
| Trophée Champ.        |                 |
| Croky Cup             |                 |
| Sydbank Pokalen       |                 |
|                       | U.S. Open Cup   |

#### Clubes licenciados mas sem Liga/Competição associada (Resto do Mundo)
| Confederação      | Clube            |
| ----------------- | ---------------- |
|                   | Shakhtar Donetsk |
| Dínamo de Kiev    |                  |
| Dínamo de Zagreb  |                  |
| Hajduk Split      |                  |
| HJK de Helsínquia |                  |
| Slavia de Praga   |                  |
| Sparta de Praga   |                  |
| Viktoria Plzeň    |                  |
| AEK de Atenas     |                  |
| PAOK              |                  |
| Panathinaikos     |                  |
| Ferencváros       |                  |
| APOEL             |                  |
|                   | Al-Ain           |
|                   | MLS All Stars    |

| Confederação        | Clube          |
| ------------------- | -------------- |
|                     | SL BenficaNovo |
| JuventusNovo        |                |
| AFC AjaxNovo        |                |
| Glasgow City FCNovo |                |
| Slavia de PragaNovo |                |
| FC RosengårdNovo    |                |
| FC ZuriqueNovo      |                |

| Organização | Clube               |
| ----------- | ------------------- |
|             | Soccer Aid World XI |

#### Selecções Nacionais
| Confederação     | Seleção       |
| ---------------- | ------------- |
|                  | Inglaterra    |
| França           |               |
| Portugal         |               |
| Espanha          |               |
| Itália           |               |
| Alemanha         |               |
| Países Baixos    |               |
| Bélgica          |               |
| Polónia          |               |
| Chéquia          |               |
| Croácia          |               |
| Hungria          |               |
| Roménia          |               |
| Ucrânia          |               |
| Islândia         |               |
| Dinamarca        |               |
| Noruega          |               |
| Suécia           |               |
| Finlândia        |               |
| Escócia          |               |
| Irlanda          |               |
| Irlanda do Norte |               |
| País de Gales    |               |
|                  | Argentina     |
|                  | Qatar         |
|                  | Nova Zelândia |
|                  | México        |
| Estados Unidos   |               |
|                  | Marrocos      |
| Gana             |               |

| Confederação   | Seleção    |
| -------------- | ---------- |
|                | Inglaterra |
| França         |            |
| Portugal       |            |
| Espanha        |            |
| Alemanha       |            |
| Países Baixos  |            |
| Bélgica        |            |
| Islândia       |            |
| Noruega        |            |
| Suécia         |            |
| Escócia        |            |
|                | Argentina  |
|                | México     |
| Estados Unidos |            |
| Canadá         |            |

#### Estádios
| País           | Liga                                      | Estádio                                 | Clube(s) / Seleção                            | Capacidade |
| -------------- | ----------------------------------------- | --------------------------------------- | --------------------------------------------- | ---------- |
| Inglaterra     | Premier League                            | Anfield Road                            | Liverpool FC                                  | 54.074     |
| Inglaterra     | Premier League                            | Bramall Lane                            | Sheffield United                              | 32.702     |
| Inglaterra     | Premier League                            | Gtech Community Stadium                 | Brentford FC                                  | 17.250     |
| Inglaterra     | Premier League                            | Craven Cottage                          | Fulham FC                                     | 25.700     |
| Inglaterra     | Premier League                            | The City Ground                         | Nottingham Forrest FC                         | 30.445     |
| Inglaterra     | Premier League                            | Emirates Stadium                        | Arsenal FC                                    | 60.704     |
| Inglaterra     | Premier League                            | Etihad Stadium                          | Manchester City                               | 55.017     |
| Inglaterra     | Premier League                            | Goodison Park                           | Everton FC                                    | 39.571     |
| Inglaterra     | Premier League                            | Estádio Olímpico de Londres             | West Ham United                               | 62.500     |
| Inglaterra     | Premier League                            | Molineux Stadium                        | Wolverhampton Wanderers                       | 32.050     |
| Inglaterra     | Premier League                            | Old Trafford                            | Manchester United                             | 74.879     |
| Inglaterra     | Premier League                            | Selhurst Park                           | Crystal Palace                                | 26.047     |
| Inglaterra     | Premier League                            | St. James' Park                         | Newcastle United                              | 52.338     |
| Inglaterra     | Premier League                            | Stamford Bridge                         | Chelsea FC                                    | 40.853     |
| Inglaterra     | Premier League                            | American Express Stadium                | Brighton & Hove Albion                        | 31.800     |
| Inglaterra     | Premier League                            | Tottenham Hotspur Stadium               | Tottenham Hotspur                             | 62.062     |
| Inglaterra     | Premier League                            | Turf Moor                               | Burnley FC                                    | 21.994     |
| Inglaterra     | Premier League                            | Villa Park                              | Aston Villa                                   | 42.682     |
| Inglaterra     | Premier League                            | Vitality Stadium                        | AFC Bournemouth                               | 11.329     |
| Inglaterra     | EFL Championship                          | St. Mary's Stadium                      | Southampton FC                                | 32.384     |
| Inglaterra     | EFL Championship                          | King Power Stadium                      | Leicester City                                | 32.273     |
| Inglaterra     | EFL Championship                          | Elland Road                             | Leeds United                                  | 37.890     |
| Inglaterra     | EFL Championship                          | Vicarage Road                           | Watford FC                                    | 21.577     |
| Inglaterra     | EFL Championship                          | Carrow Road                             | Norwich City FC                               | 27.244     |
| Inglaterra     | EFL Championship                          | MKM Stadium                             | Hull City                                     | 25.586     |
| País de Gales  | EFL Championship                          | Cardiff City Stadium                    | Cardiff City                                  | 33.280     |
| País de Gales  | EFL Championship                          | Swansea.com Stadium                     | Swansea City                                  | 21.088     |
| Inglaterra     | EFL Championship                          | Kirklees Stadium                        | Huddersfield Town                             | 24.500     |
| Inglaterra     | EFL Championship                          | Loftus Road                             | Queens Park Rangers                           | 18.360     |
| Inglaterra     | EFL Championship                          | Stadium of Light                        | Sunderland                                    | 48.707     |
| Inglaterra     | EFL Championship                          | Stoke City FC Stadium                   | Stoke City                                    | 30.089     |
| Inglaterra     | EFL Championship                          | The Hawthorns                           | West Bromwich                                 | 26.850     |
| Inglaterra     | EFL Championship                          | Riverside Stadium                       | Middlesbrough                                 | 33.746     |
| Inglaterra     | EFL League One                            | Fratton Park                            | Portsmouth FC                                 | 20.688     |
| Inglaterra     | Barclays Women’s Super League             | Academy Stadium                         | Manchester City FC (Feminino)                 | 7.000      |
| Inglaterra     | Competições Continentais e Internacionais | Wembley Stadium                         | Inglaterra                                    | 90.000     |
| Espanha        | La Liga                                   | Coliseum Alfonso Perez                  | Getafe FC                                     | 16.800     |
| Espanha        | La Liga                                   | Estádio ABANCA-Balaídos                 | Celta de Vigo                                 | 29.000     |
| Espanha        | La Liga                                   | Estádio Benito Villamarín               | Real Bétis                                    | 60.721     |
| Espanha        | La Liga                                   | Estádio de Gran Canaria                 | UD Las Palmas                                 | 32.400     |
| Espanha        | La Liga                                   | Estádio Nuevo Los Cármenes              | Granada CF                                    | 19.336     |
| Espanha        | La Liga                                   | Estádio de los Juegos MediterráneosNovo | UD Almeria                                    | 18.331     |
| Espanha        | La Liga                                   | Estádio de la Cerámica                  | Villareal CF                                  | 23.500     |
| Espanha        | La Liga                                   | Estádio de Vallecas                     | Rayo Vallecano                                | 15.105     |
| Espanha        | La Liga                                   | Estádio de Mestalla                     | Valencia CF                                   | 49.430     |
| Espanha        | La Liga                                   | Estádio Montilivi                       | Girona FC                                     | 13.286     |
| Espanha        | La Liga                                   | Estádio El Sadar                        | CA Osasuna                                    | 23.576     |
| Espanha        | La Liga                                   | Estádio Nuevo Mirandilla                | Cadiz CF                                      | 21.094     |
| Espanha        | La Liga                                   | Estádio San Mamés                       | Athletic Bilbao                               | 53.289     |
| Espanha        | La Liga                                   | Estádio de Mendizorroza                 | Deportivo Alavés                              | 19.840     |
| Espanha        | La Liga                                   | Estádio Ramón Sánchez Pizjuán           | Sevilla FC                                    | 43.883     |
| Espanha        | La Liga                                   | Reale Arena                             | Real Sociedad                                 | 39.313     |
| Espanha        | La Liga                                   | Estádio Santiago Bernabéu               | Real Madrid                                   | 81.044     |
| Espanha        | La Liga                                   | Visit Mallorca Estádio                  | RCD Mallorca                                  | 20.500     |
| Espanha        | La Liga                                   | Cívitas Metropolitano                   | Atlético de Madrid                            | 67.829     |
| Espanha        | LaLiga 2                                  | Estádio José Zorrilla                   | Real Valladolid                               | 27.618     |
| Espanha        | LaLiga 2                                  | Estádio El Alcoraz                      | SD Huesca                                     | 9.128      |
| Espanha        | LaLiga 2                                  | Estádio Cidade de Valência              | Levante UD                                    | 26.354     |
| Espanha        | LaLiga 2                                  | Estádio Municipal de Ipurua             | SD Eibar                                      | 8.164      |
| Espanha        | LaLiga 2                                  | Estádio Municipal de Butarque           | CD Leganés                                    | 12.454     |
| Espanha        | LaLiga 2                                  | Stage Front Stadium                     | Espanyol                                      | 40.500     |
| Espanha        | LaLiga 2                                  | Estádio Martínez ValeroNovo             | Elche FC                                      | 31.388     |
| Espanha        | Liga F                                    | Estádio Alfredo Di StéfanoNovo          | Real Madrid (Feminino)                        | 9.000      |
| Itália         | Serie A                                   | San Siro                                | AC Milan/ Inter de Milão                      | 75.923     |
| Itália         | Serie A                                   | Allianz Stadium                         | Juventus                                      | 41.507     |
| Itália         | Serie A                                   | Udinese ArenaNovo                       | Udinese Calcio                                | 25.144     |
| Alemanha       | Bundesliga                                | Estádio An der Alten Försterei          | União de Berlim                               | 22.012     |
| Alemanha       | Bundesliga                                | BayArena                                | Bayer 04 Leverkusen                           | 30.210     |
| Alemanha       | Bundesliga                                | Borussia-Park                           | Borussia Mönchengladbach                      | 54.042     |
| Alemanha       | Bundesliga                                | Deutsche-Bank-Park                      | Eintracht de Frankfurt                        | 55.000     |
| Alemanha       | Bundesliga                                | Europa-Park Stadium                     | SC Freiburg                                   | 34.700     |
| Alemanha       | Bundesliga                                | Mercedes-Benz Arena                     | VfB Stuttgart                                 | 60.449     |
| Alemanha       | Bundesliga                                | MEWA Arena                              | 1. FSV Mainz 05                               | 33.305     |
| Alemanha       | Bundesliga                                | PreZero Arena                           | 1899 Hoffenheim                               | 30.150     |
| Alemanha       | Bundesliga                                | Red Bull Arena                          | RB Leipzig                                    | 47.069     |
| Alemanha       | Bundesliga                                | RheinEnergieStadion                     | 1. FC Köln                                    | 50.000     |
| Alemanha       | Bundesliga                                | Signal Iduna Park                       | Borussia Dortmund                             | 81.365     |
| Alemanha       | Bundesliga                                | Volkswagen Arena                        | VfL Wolfsburg                                 | 28.917     |
| Alemanha       | Bundesliga                                | wohninvest Weserstadion                 | Werder Bremen                                 | 42.100     |
| Alemanha       | Bundesliga                                | Vonovia RuhrstadionNovo                 | VfL Bochum                                    | 26.000     |
| Alemanha       | Bundesliga                                | WWK Arena                               | FC Augsburg                                   | 30.660     |
| Alemanha       | 2. Bundesliga                             | Düsseldorf Arena                        | Fortuna Düsseldorf                            | 54.600     |
| Alemanha       | 2. Bundesliga                             | Home Deluxe Arena                       | SC Paderborn 07                               | 15.000     |
| Alemanha       | 2. Bundesliga                             | Heinz von Heiden Arena                  | Hannover 96                                   | 49.000     |
| Alemanha       | 2. Bundesliga                             | Max-Morlock-Stadion                     | 1.FC Nuremberga                               | 50.000     |
| Alemanha       | 2. Bundesliga                             | Millerntor-StadionNovo                  | FC St. Pauli                                  | 29.546     |
| Alemanha       | 2. Bundesliga                             | Estádio Olímpico de Berlim              | Hertha Berlim                                 | 74.667     |
| Alemanha       | 2. Bundesliga                             | SchücoArena                             | Arminia Bielefeld                             | 27.332     |
| Alemanha       | 2. Bundesliga                             | Sportpark Ronhof Thomas SommerNovo      | Greuther Fürth                                | 16.626     |
| Alemanha       | 2. Bundesliga                             | Volksparkstadion                        | Hamburger SV                                  | 57.000     |
| Alemanha       | 2. Bundesliga                             | Veltins Arena                           | Schalke 04                                    | 62.271     |
| Alemanha       | Frauen-Bundesliga                         | StrongHer StadiumNovo                   | VfL Wolfsburg (Feminino)                      | 5.200      |
| França         | Ligue 1                                   | Groupama Stadium                        | Olympique Lyon                                | 59.186     |
| França         | Ligue 1                                   | Orange Vélodrome                        | Olympique Marselha                            | 67.394     |
| França         | Ligue 1                                   | Parque dos Príncipes                    | Paris Saint-Germain                           | 49.691     |
| França         | Ligue 1                                   | Decathlon ArenaNovo                     | LOSC Lille                                    | 50.186     |
| Portugal       | Liga Portugal                             | Estádio do SL Benfica                   | SL Benfica                                    | 64.642     |
| Portugal       | Liga Portugal                             | Estádio do Dragão                       | FC Porto                                      | 50.033     |
| Países Baixos  | Eredivisie                                | Johan Cruijff Arena                     | AFC Ajax                                      | 55.600     |
| Países Baixos  | Eredivisie                                | Philips Stadion                         | PSV Eindhoven                                 | 35.000     |
| Ucrânia        | Competições Continentais                  | Donbass Arena                           | Shakhtar Donetsk                              | 52.187     |
| Escócia        | Cinch Prem                                | Celtic ParkNovo                         | Celtic FC                                     | 60.832     |
| Escócia        | Cinch Prem                                | Ibrox StadiumNovo                       | Rangers FC                                    | 50.987     |
| Arábia Saudita | Roshn Saudi League                        | Cidade Desportiva King Abdullah         | Al-Ahli Al Ittihad                            | 62.345     |
| Arábia Saudita | Roshn Saudi League                        | Estádio Internacional Rei Fahd          | Al-Hilal/ Al Nassr/ Al Shabab/ Arábia Saudita | 70.000     |
| Argentina      | Liga Profesional de Fútbol-Argentina      | Estádio Presidente Perón                | Racing Club                                   | 51.389     |
| Argentina      | Liga Profesional de Fútbol-Argentina      | La Bombonera                            | Boca Juniors                                  | 54.000     |
| Argentina      | Liga Profesional de Fútbol-Argentina      | Estádio LDA Ricardo E. Bochini          | CA Independiente                              | 42.069     |
| Estados Unidos | MLS                                       | BMO Stadium                             | Los Angeles FC                                | 22.000     |
| Estados Unidos | MLS                                       | Lumen Field                             | Seattle Sounders FC                           | 37.722     |
| Estados Unidos | MLS                                       | Dignity Health Sports Park              | Los Angeles Galaxy                            | 27.000     |
| Estados Unidos | MLS                                       | Mercedes-Benz Stadium                   | Atlanta United                                | 73.019     |
| Estados Unidos | MLS                                       | Providence Park                         | Portland Timbers                              | 25.218     |
| Estados Unidos | MLS                                       | Red Bull Arena (Nova Jérsia)            | New York Red Bulls                            | 25.000     |
| Canadá         | MLS                                       | BC Place                                | Vancouver Whitecaps FC                        | 22.120     |

## Banda Sonora
A 20 de setembro, a EA divulgou a banda sonora do jogo:
| Músicas                                                    | Músicas                                                                  |
| ---------------------------------------------------------- | ------------------------------------------------------------------------ |
| 070 Shake - Black Dress                                    | ARIETE - AVVISO                                                          |
| 2hollis - poster boy                                       | Ashnikko - Worms                                                         |
| Awich - RASEN In OKINAWA                                   | Baby Keem & Kendrick Lamar - The Hillbillies                             |
| BABY MALA - 1, 2 & Mer                                     | Baby Queen - We Can Be Anything                                          |
| Barry Can't Swim ft. Surya Sen - Always Get Through To You | Bas with J. Cole - Passport Bros                                         |
| Belters Only & Micky Modelle ft. Simone Denny - Superstar  | Bianca Oblivion with Eliza Legzdina - EZ 4 Me                            |
| Blackwave. with Lute - Cracked Screen                      | Bree Runway - THAT GIRL                                                  |
| Channel Tres - 6am                                         | Charli Brix ft. DRS & Visages - I Can’t Stay                             |
| Charlotte Devaney - My Way                                 | Dahi & Elmiene - Shame                                                   |
| DameDame - A Stranger                                      | Disrupta - Dreaming Of You                                               |
| Doktor ft. Serum & Agent Sasco - Why You Waiting?          | DROELOE with IMANU - CATALYST                                            |
| DRS, Duskee & Disrupta - Waiting To Go                     | Dumb Buoys Fishing Club ft. joe unknown & Merlyn Wood - FORMULA          |
| Effy ft. Flowdan - Stone                                   | English Teacher - The World’s Biggest Paving Slab                        |
| Ezekiel - there she goes                                   | Fliptrix - So Clear                                                      |
| Freq Motif x Magugu - Tings My Way                         | Frost Children - FLATLINE                                                |
| Gardna - R.A.V.E.A.S.A.P (Unglued Remix)                   | Genesis Owusu - What Comes Will Come                                     |
| Gus Dapperton - The Stranger                               | Hak Baker - DOOLALLY                                                     |
| Halogenix ft. Sparkz - Sekkle In                           | Hava ft. Dardan - Killa                                                  |
| Higgo & mustbejohn - I Just Wanna Dance                    | Hypho, Ternion Sound, PAV4N & Strategy - Relentless                      |
| ill peach - HOLD ON                                        | IMANU & Tudor - Haunt My Mind (Machinedrum Remix)                        |
| Jack Harlow - They Don’t Love It                           | Jeshi ft. Obongjayar & WESTSIDE BOOGIE - Protein v2                      |
| Jords ft. Jordan Mackampa - FIST IN THE SKY                | Kah Lo - Get It                                                          |
| Kaleena Zanders with Shift K3Y - V I B R A T I O N         | Karma Kid - The Gates Will Open                                          |
| KAROL G - BICHOTAG                                         | KayCyy - Who Else Would It Be                                            |
| Killer Mike & EI-P ft. thankugoodsir - DON’T LET THE DEVIL | King - We Are The One                                                    |
| King Krule - Seaforth                                      | La Fine Equipe with Gaël Faye - Pemmican                                 |
| Lovejoy - Portrait Of A Blank Slate                        | M83 - Amnesia                                                            |
| Major Lazer, Major League Djz & Brenda Fassie - Mamgobhozi | Mandy, Indiana - Pinking Shears                                          |
| MATATA ft. Liam Bailey - Not Today                         | MEDUZA ft. Sam Tompkins & Em Beihold - Phone                             |
| Michael Brun, Paul Beaubrun & Cimafunk - Oh Ah             | Miss Grit - Follow The Cyborg                                            |
| Myke Towers - LALA                                         | Ninho ft. Central Cee - Eurostar                                         |
| Obongjayar - Who Let Him In                                | ODESZA & Yellow House - Heavier                                          |
| Overmono - Good Lies                                       | P Money x Whiney - Lowkey                                                |
| Pahua x Barzo - Sigo Tus Pasos                             | Pahua x Barzo - Sigo Tus Pasos                                           |
| Piri & Tommy Villiers - nice 2 me                          | POLICE CAR COLLECTIVE - EYELIDS                                          |
| Pontypool - Powder                                         | Rod 3030 - O Que Se Leva                                                 |
| Romy - The Sea                                             | Roosevelt - Fall Right In                                                |
| Royel Otis - Going Kokomo                                  | Run The Jewels ft. Baco Exu Do Blues - fuera de vista (Trooko's Version) |
| Salute - Wait For It                                       | Sam Gellaitry - Assumptions (Jengi Remix)                                |
| Shakes - Better Than I?                                    | Skinny Local with Cartel Madras - MMM                                    |
| Sid Sriram - The Hard Way                                  | Skrillex, Fred again.. & Flowdan - Rumble                                |
| SLUMBERJACK ft. The Kite String Tangle - Paradox           | Smino - Pro Freak                                                        |
| Snakehips with Tkay Maidza - Show Me The Money             | Soo Joo with Hudson Mohawke - Running Water                              |
| Souls Of Creation x Bobbie Johnson - I Go Get It           | Stormzy - Longevity Flow                                                 |
| Stormzy - Longevity Flow                                   | swim school - Bored                                                      |
| The Blaze - LONELY                                         | The Blessed Madonna ft. Jacob Lusk - Mercy                               |
| The Last Dinner Party - Nothing Matters                    | The Rolling Stones - Angry                                               |
| Willo & niina - i’ve got a bf (best friend)                | Winston Surfshirt ft. Young Franco - Complicated                         |
| Yaeji - For Granted                                        | Young Eman - Eazi                                                        |
| WALKER. - TOMMY                                            | whenyoung - Gan Ainm                                                     |
| Zack Bia ft. Lil Yachty & 347aidan - One Of Those Days     | Zakes Bantwini ft. Kasango - Osama (Bruno Be & Ralk Rework)              |